# Бой при Гальберштадте
Бой при Гальберштадте — бой отряда русско-прусской объединённой армии под командованием Чернышёва с отрядом «вестфальцев» генерала Охса из армии Наполеона 30 мая 1813 года у города Хальберштадта.

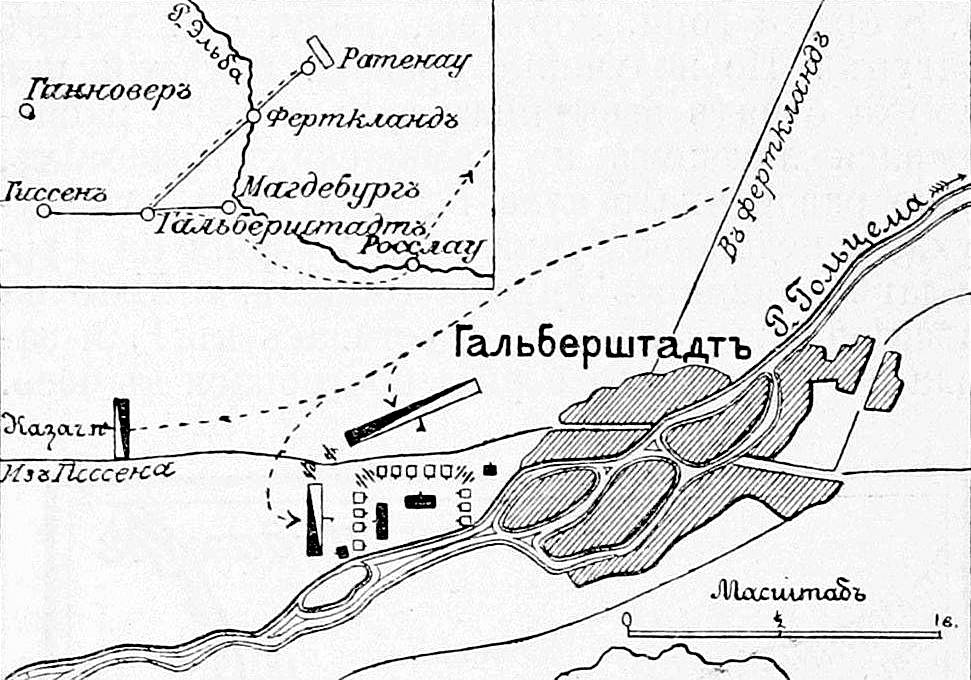
Расположение войск

## Предыстория
Действия отрядов Чернышева, Дернберга, Бенкендорфа, Теттенборна при Люнебурге явились крупным успехом союзного генерального штаба: 40 тыс. французских войск маршала Даву были связаны в Северной Германии. Эти силы, находясь в Саксонии, могли бы изменить ход событий. Однако, 3 апреля 1813 года отряды союзной армии были вынуждены переправиться обратно за Эльбу к Бойценбургу, не в силах противостоять Даву.
По прибытии отрядов, император Александр I обязал генерал-лейтенанта графа Вальмодена «сосредоточить в одном лице воинскую власть в Северной Германии». Все воинские части, как вновь формируемые (ганзейские, ганноверские, мекленбургские), так и действующие, в том числе отряды Чернышева, Дернберга, Бенкендорфа, Теттенборна, Лютцова были подчинены Вальмодену.
В то же самое время, в Ганновере для армии Наполеона устраивались обозы из зарядных ящиков и пушек. Чернышев доложил Вальмодену план «набега» отряда на ганноверский парк новых пушек. Вальмоден одобрил план. Однако, послал Чернышева не к Ганноверу, а к Магдебургу: пришло известие о подготовке к нападению французов магдебургского гарнизона на Берлин. 28 мая отряд Чернышева в составе 2350 человек кавалерии и казаков двигался вверх по Эльбе «в тыл магдебургского гарнизона». На марше пришло известие о том, что крупный обоз армии Наполеона (14 новых пушек, 80 зарядных ящиков, 800 лошадей, с амуницией и ружьями) следует из Ганновера в Магдебург с ночевкой 29 на 30 мая в Гальберштадте. Обоз сопровождал отряд охраны 2000 чел. пехоты и конницы. Вечером, того же дня Чернышев экстренно изменил маршрут следования: отряд переправился у Ферткланда через Эльбу, прошёл за 36 часов более 100 верст и прибыл утром 30 мая к Гальберштадту.

## Диспозиция
Чернышев «из перехваченного донесения» узнал о приближении к Гальберштадту из Гессена по брауншвейгской дороге второй части обоза (16 пушек) с отрядом охраны 4500 человек. Выбора не было. Пришлось сходу, несмотря на усталость, атаковать неприятеля. Фактор неожиданности не сработал: дивизионный генерал Охс успел узнать о приближении отряда Чернышева и принял меры для обороны. Он расположил артиллерию в виде четырёхугольника на расстоянии 1 версты от города. Пехота вестфальцев была расположена внутри четырёхугольника, а кавалерия по сторонам. Часть орудий были направлены на дорогу, другая — на поле. Позиция неприятеля «усиливалась» естественными препятствиями: рекой Гольцема и рвами перед брауншвейгской дорогой . «Казачий полк Сысоева был выслан на брауншвейгскую дорогу», для заслона охранному отряду второй части обоза. Полковник Власов должен был атаковать силы Охса на фронте «на пространстве между речкой и дорогой». Чернышев с оставшейся частью отряда «расположился фронтом к дороге».

## Ход сражения
Атака войск Чернышева на укрепленную позицию была неудачна: попав под сильнейший картечный и ружейный огонь, отряд Власова был отброшен. Риск провала намеченной операции усиливался донесениями Сысоева о приближении по брауншвейгской дороге французского авангарда. Однако ситуацию спас непредвиденный случай: выстрелом одного из двух конных орудий под командованием капитана Богдановича был поражён неприятельский боекомплект из пяти зарядных ящиков. Взрыв огромной силы ошеломил вестфальцев и вызвал панику. Чернышев, видя смятение противника, повёл «решительную атаку: казаки, гусары и драгуны кинулись на батарею, ворвались в укрепленную позицию, частью изрубили и частью пленили» солдат Охса.

## Итог
Уничтожен неприятельский отряд. Пленен генерал Охс. Трофеи (обоз, пушки) переправлены на правый берег Эльбы у Росслоу. Удачный исход боя побудил Чернышева договориться с Воронцовым о совместной атаке французского гарнизона Лейпцига. В то время в городе французский генерал Арриги формировал 3-й кавалерийский корпус. Нападение не удалось. К изготовленным для атаки войскам из Лейпцига поступило известие о перемирии. 